# Stockheim (Bad Wörishofen)
Koordinaten: 48° 0′ N, 10° 39′ O

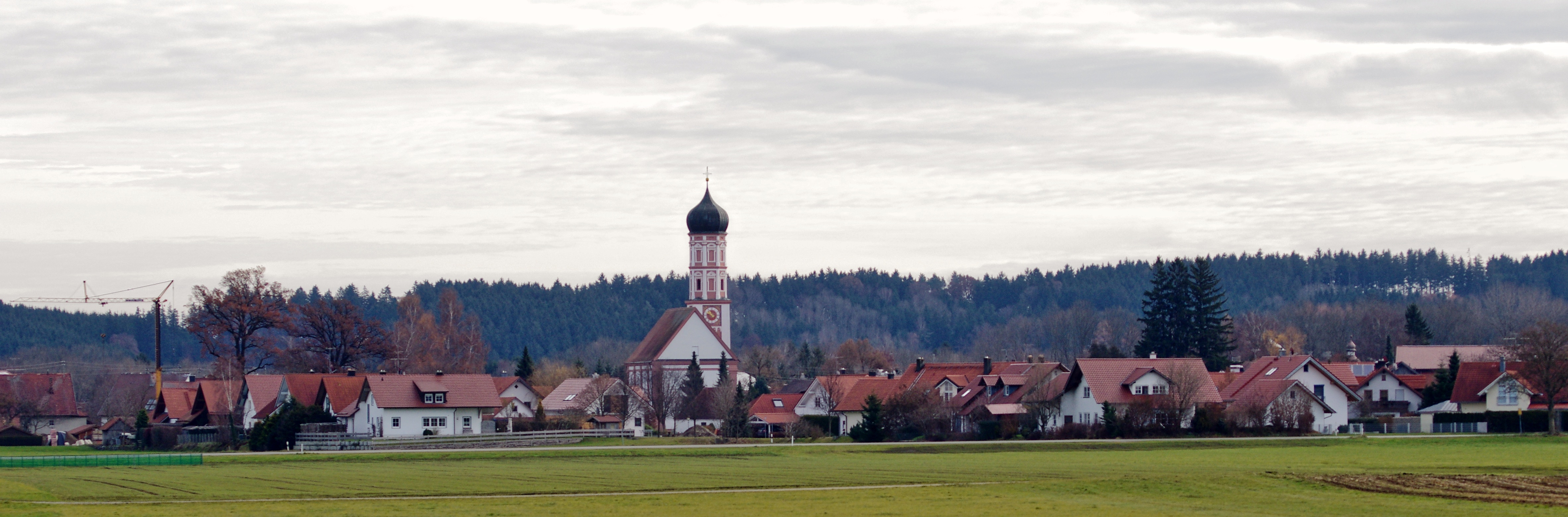
Blick auf die Ortschaft

Stockheim ist ein Ortsteil der Stadt Bad Wörishofen an der Ostgrenze des oberschwäbischen Landkreises Unterallgäu, am Westufer der Wertach. Das Pfarrdorf Stockheim liegt 624 m ü. NHN und umfasst ein Gebiet von rund 840 Hektar und hatte im Dezember 2021 853 Einwohner.

## Geschichte
1895 wurde ein gut erhaltenen Schwert aus der Bronzezeit gefunden. Erstmals schriftlich erwähnt wurde Stockheim in einem Dokument des Domstifts von Augsburg in der zweiten Hälfte des 11. Jahrhunderts. Damals besaß das Augsburger Domkapitel in Stockheim eine Hube, die wahrscheinlich eine Schenkung des bayerischen Herzogs Welf III. war. Seit dem 13. Jahrhundert lagen einige Güter von Stockheim in den Händen der Klöster Irsee, Steingaden und Ursberg. Ab 1311 besaß das Kloster Steingaden auch das Fischrecht und Fischwasser an der Wertach zwischen Stockheim und Türkheim.
Die Wertach wurde zum Transport von Waren genutzt. In einer Urkunde von 1347 verspricht Pfarrer Johannes der Wabrer von Stockham den Bürgern von Augsburg, dass die Wertach für den Verkehr mit Flößen offen gehalten werde. Zudem gestattete er zu diesem Zweck den Bau eines Wehrs mit Durchlass an der Mühle.

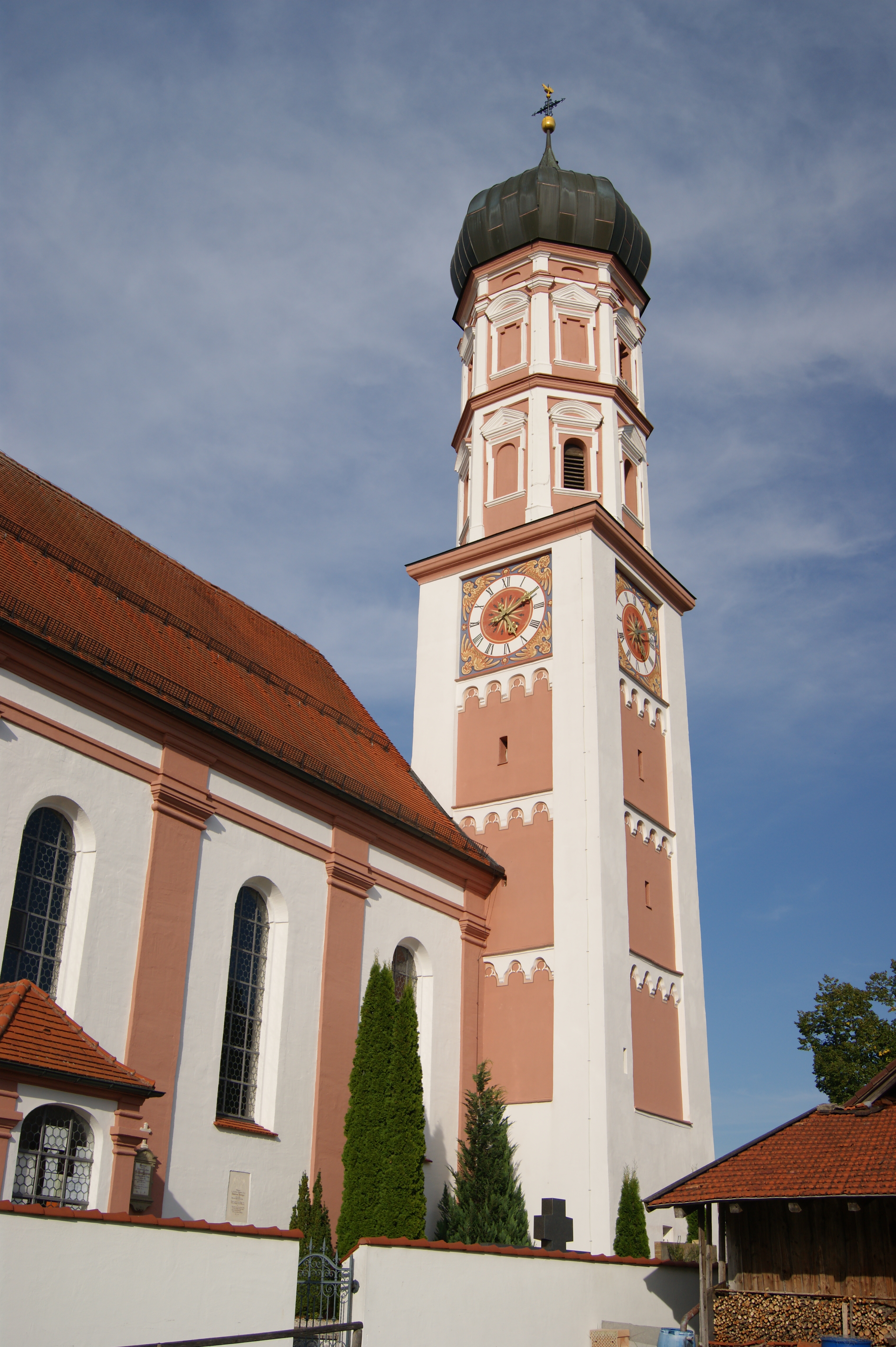
Pfarrkirche St. Michael in Stockheim

Das Gericht über Stockheim, das Pfarrbesetzungsrecht und die Mühle von Stockheim gehörten zur Herrschaft Mindelheim. 1363 kam die Herrschaft von Mindelheim mit Stockheim und vielen anderen Dörfern an den Domkustos Heinrich von Hochschlitz und dessen Neffen und Augsburger Domherrn Walter von Hochschlitz. Im Jahre 1365 kaufte Bischof Marquard I. von Randeck die Herrschaft Mindelheim und überließ sie Herzog Friedrich von Teck. 1433 kam das Dorf Stockheim mit Mindelheim unter die Herrschaft der Herren von Rechberg und 1467 unter die Herrschaft der Ritter Ulrich von Frundsberg und Hans von Frundsberg. Mit dem Aussterben der Herren von Frundsberg fiel Mindelheim 1586 an Wolf Veit von Maxlrain. Die Herrschaft Mindelheim wurde 1809 aufgehoben und damit kam auch das Dorf Stockheim an Bayern.
Am 1. Dezember 1910 wurden in Stockheim 397 Einwohner registriert. Am 1. Mai 1978 wurde die Gemeinde im Zuge der landesweiten Gebietsreform in die Stadt Bad Wörishofen eingegliedert. Damals lebten dort 588 Einwohner. Letzter Bürgermeister vor der Eingemeindung war von 1966 bis 1978 Hermann Donath (NPD). Heute zählt Stockheim 858 Einwohner (Stand 31. Dezember 2018).

## Baudenkmäler
Siehe: Liste der Baudenkmäler in Stockheim